# Guatteria terminalis
Guatteria terminalis är en kirimojaväxtart som beskrevs av Robert Elias Fries. Guatteria terminalis ingår i släktet Guatteria och familjen kirimojaväxter. Inga underarter finns listade i Catalogue of Life.